# 洪耀龍
洪耀龍（罗马拼音：Ang Joe Liang，1953年2月10日—2019年11月15日），印尼華裔，前印尼羽球運動員。雖然他曾在職業生涯早期的國際賽場上打過單打，但他很快就成為了一名雙打專家。他的警覺和持續的表現與他更善變的合作夥伴梁春生並列。
洪耀龍和梁春生在1977年的IBF第一屆世界羽球錦標賽中贏得男子雙打冠軍。他們還在1974年至1980年期間贏得了6次全英羽球公開錦標賽冠軍。在此期間他們很少輸球，毫無疑問是當時最佳的組合。洪耀龍代表印尼參加1976年和1979年的湯姆斯盃（男子國際團體賽），與梁春生合作贏得所有的比賽。
2019年11月15日病逝，享壽66歲。